# Italo Calvino
Pour les articles homonymes, voir Calvino.
Œuvres principales
- Les Villes invisibles
- Si par une nuit d'hiver un voyageur
- Le Baron perché
- Le Vicomte pourfendu
- Marcovaldo ou les saisons en ville

Italo Calvino, né le 15 octobre 1923 à Santiago de Las Vegas (Cuba) et mort le 19 septembre 1985 à Sienne (Italie), est un écrivain et journaliste italien du XXe siècle.
Rattaché au réalisme italien, voire l'un de ses théoriciens, il n'en demeure pas moins aux yeux du grand public un fabuliste plein d'humour.
Ses œuvres les plus connues incluent la trilogie Nos ancêtres (1952-1959), le recueil de nouvelles Cosmicomics (1965) et les romans Les Villes invisibles (1972) et Si par une nuit d'hiver un voyageur (1979). Si sa trilogie Nos ancêtres, qui comprend Le Vicomte pourfendu (1952), Le Baron perché (1957) et Le Chevalier inexistant (1959), mêle fable et allégorie, il peut prendre pour cadre de ses récits la réalité quotidienne, telle qu'avec Marcovaldo, roman en deux parties paru en 1958 et 1963.
Calvino était également membre de l'Oulipo et a aussi collaboré à divers scénarios pour le cinéma.
Admiré en Grande-Bretagne, en Australie et aux États-Unis, Calvino était l'écrivain italien contemporain le plus traduit au moment de sa mort. Il est enterré dans le cimetière-jardin de Castiglione della Pescaia en Toscane.

## Biographie

### Parents
Italo Calvino nait à Santiago de las Vegas, une banlieue de La Havane, à Cuba, en 1923. Son père, Mario, est agronome et botaniste tropical ; il enseigne également l'agriculture et la floriculture. Né 47 ans plus tôt à Sanremo, en Ligurie, Mario Calvino émigre au Mexique en 1909 où il occupe un poste important au sein du ministère de l'Agriculture. Dans un essai autobiographique, Italo Calvino explique que son père « avait été dans sa jeunesse un anarchiste, un adepte de Kropotkine puis un socialiste réformateur ». En 1917, Mario part à Cuba pour mener des expériences scientifiques, après avoir vécu la Révolution mexicaine.
La mère de Calvino, Giuliana Luigia Evelina « Eva » Mameli, est botaniste et professeur d'université. Originaire de Sassari en Sardaigne et 11 ans plus jeune que son mari, elle s'est mariée alors qu'elle était encore chargée de cours à l'université de Pavie. Née dans une famille laïque, Eva est une pacifiste formée à la « religion du devoir civique et de la science », Eva donne à Calvino son prénom inhabituel pour lui rappeler son héritage italien ; comme il grandit en Italie, Calvino pense que son nom sonnait « nationaliste belliqueux ». Calvino décrit ses parents comme étant « des personnalités très différentes l'une de l'autre », suggérant peut-être des tensions plus profondes derrière une éducation de classe moyenne confortable, quoique stricte, sans conflit. Adolescent, il a du mal à s'identifier à la pauvreté et à la classe ouvrière et est « mal à l'aise » avec l'ouverture de ses parents envers les ouvriers qui se rendent dans le bureau de son père le samedi pour recevoir leur salaire hebdomadaire.

### Jeunesse et formation

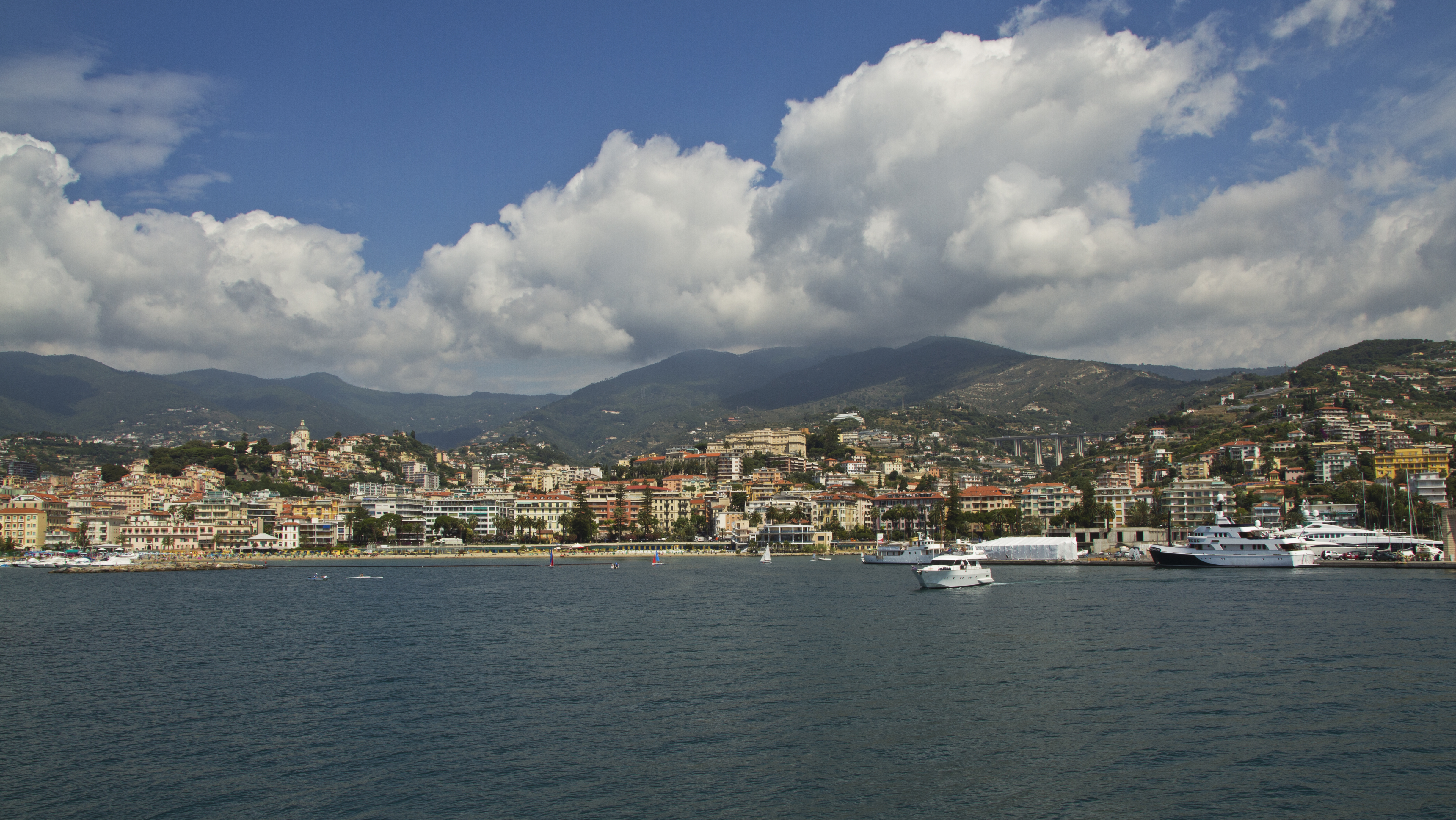
Sanremo.

En 1925, moins de deux ans après la naissance de Calvino, la famille retourne en Italie, alors mussolinienne, et s'installe définitivement à Sanremo, où le jeune Italo grandit et reçoit une éducation laïque et antifasciste. Son frère, Floriano, qui deviendra un géologue distingué, nait en 1927.

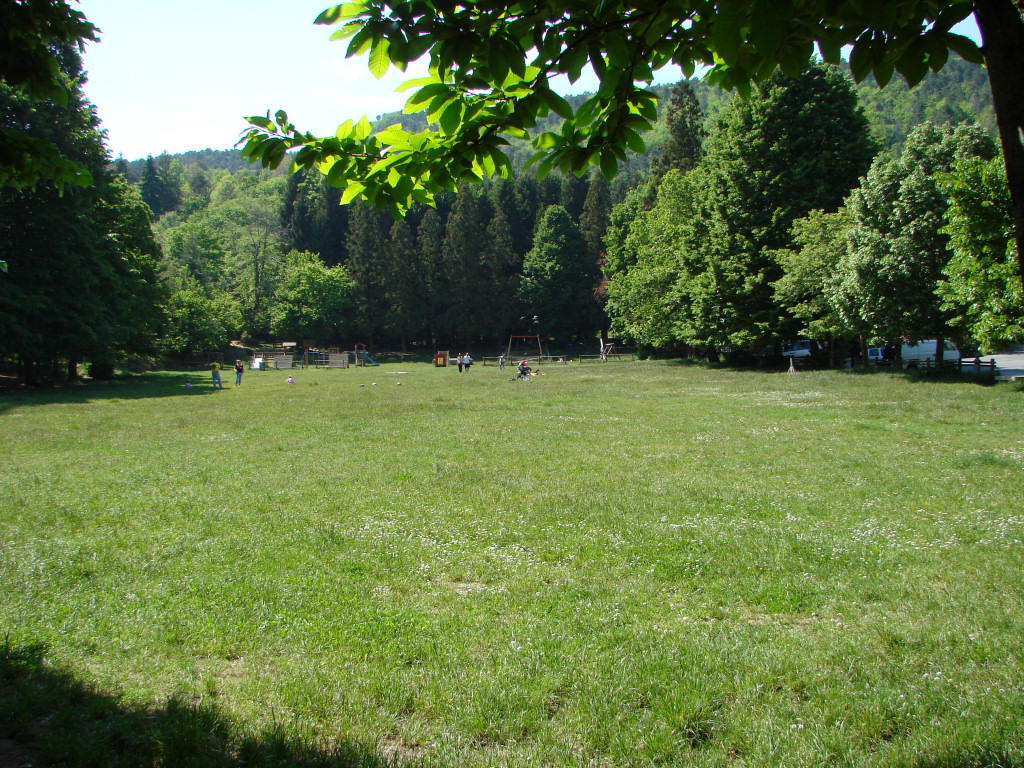
Prairie à San Romolo (Sanremo).

La famille partage son temps entre la Villa Meridiana, une station de floriculture expérimentale qui lui sert également de maison, et la terre ancestrale de Mario à San Giovanni Battista. Dans cette petite ferme en activité située dans les collines derrière Sanremo, Mario est le pionnier de la culture de fruits alors exotiques tels que l'avocat et le pamplemousse, obtenant finalement une entrée dans le Dizionario biografico degli italiani pour ses réalisations. Les vastes forêts et la faune luxuriante omniprésentes dans les premières fictions de Calvino comme Le Baron perché découlent de cet « héritage ». Dans une interview, Calvino déclare : « le paysage natal et familial est celui qu’on ne peut repousser ou cacher; San Remo continue à ressortir dans mes livres, dans les perspectives et les raccourcis les plus divers. » Lui et Floriano grimpent dans les arbres du domaine et se perchent pendant des heures sur les branches en lisant leurs histoires d'aventures préférées. Des aspects plus pernicieux de cet « héritage paternel » sont décrits dans La strada di San Giovanni, les mémoires de Calvino sur son père dans lesquelles il expose leur incapacité à communiquer : « Il nous était difficile de nous parler. Tous deux de nature prolixe, prisonniers d’un océan de mots, ensemble nous demeurions muets, nous marchions côte à côte en silence le long de la route de San Giovanni. » Fan du Livre de la Jungle de Rudyard Kipling lorsqu'il est enfant, Calvino estime que son intérêt précoce pour les histoires faisait de lui le « mouton noir » d'une famille qui tient la littérature en moins d'estime que les sciences. Fasciné par les films et dessins animés américains, il est également attiré par le dessin, la poésie et le théâtre. Sur une note plus sombre, Calvino dit que son premier souvenir est celui d'un professeur marxiste qui a été brutalement agressé par les chemises noires de Benito Mussolini : « Je me souviens clairement que nous étions en train de dîner lorsque le vieux professeur est entré avec le visage battu et en sang, son nœud papillon tout déchiré, demandant de l'aide. »
Les adhésions de ses parents à la franc-maçonnerie et au républicanisme, avec des éléments d'anarchisme et de marxisme font aussi partie de ses héritages,. Libres penseurs austères et vouant une haine intense envers le parti national fasciste au pouvoir, Eva et Mario refusent également de donner à leurs fils toute éducation dans la foi catholique ou dans toute autre religion. Italo fréquente l'école maternelle anglaise St George's College, puis une école primaire privée protestante dirigée par des Vaudois. Ses études secondaires, avec un programme de lycée classique, s'achèvent au lycée public Gian Domenico Cassini où, à la demande de ses parents, il est exempté des cours de religion ; il lui est fréquemment demandé de justifier son anticonformisme auprès des enseignants et de ses camarades. Adulte, Calvino décrit l'expérience comme l'ayant rendu « tolérant envers les opinions des autres, en particulier dans le domaine de la religion, se rappelant à quel point il était ennuyeux de s'entendre se moquer de moi parce que je ne suivais pas les croyances de la majorité ».

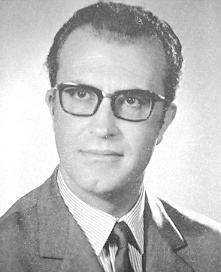
Eugenio Scalfari en 1968.

En 1938, Eugenio Scalfari, qui fondera l'hebdomadaire L'Espresso et le grand journal italien La Repubblica, arrive de Civitavecchia pour rejoindre la même classe, bien qu'un an plus jeune qu'Italo ;  ils partagent le même bureau. Les deux adolescents nouent une amitié durable, Calvino attribuant son éveil politique à leurs discussions. Assis ensemble « sur une immense pierre plate au milieu d'un ruisseau près de nos terres », lui et Scalfari fondent un mouvement universitaire, le MUL.
Eva réussit à retarder l'enrôlement de son fils dans les scouts armés du Parti, les Opera Nazionale Balilla, puis s'arrange pour qu'il soit dispensé, en tant que non-catholique, d'accomplir des actes de dévotion dans l'Église. Mais plus tard, en tant que membre, il ne peut éviter les assemblées et les défilés des Avanguardisti et est contraint de participer à l'invasion italienne de la Côte d'Azur en juin 1940.

### Seconde Guerre mondiale
En 1941, Calvino s’inscrit à l’université de Turin, choisissant la faculté d’agriculture où son père a enseigné auparavant l’agronomie. Cachant ses ambitions littéraires pour plaire à sa famille, il passe quatre examens en première année tout en lisant des œuvres antifascistes d’Elio Vittorini, Eugenio Montale, Cesare Pavese, Johan Huizinga et Pisacane, et des œuvres de Max Planck, Werner Heisenberg et Albert Einstein sur la physique. Sa véritable aspiration est d’être dramaturge. Ses lettres à Eugenio Scalfari regorgent de références à des pièces italiennes et étrangères, d’intrigues et de personnages de futurs projets théâtraux. Luigi Pirandello et Gabriele D'Annunzio, Cesare Vico Lodovici et Ugo Betti, Eugene O'Neill et Thornton Wilder sont parmi les principaux auteurs que Calvino cite comme sources d’inspiration. Dédaigneux des étudiants de Turin, Calvino se voit enfermé dans une « coquille provinciale » qui offre l’illusion d’une immunité contre le cauchemar fasciste : « Nous étions des « durs » des provinces, des chasseurs, des joueurs de billard, des frimeurs, fiers de notre manque de sophistication intellectuelle, méprisants de toute rhétorique patriotique ou militaire, grossiers dans nos discours, réguliers dans les bordels, dédaigneux de tout sentiment romantique et désespérément dépourvus de femmes. »
Il est transféré à l’université de Florence en 1943 et passe à contrecœur trois autres examens en agriculture. À la fin de l’année, les Allemands ont réussi à occuper la Ligurie et à établir la République marionnette de Salò de Benito Mussolini dans le nord de l’Italie. Agé de vingt ans, Calvino refuse le service militaire et se cache. Lisant intensément dans un large éventail de sujets, il pense politiquement que, de tous les groupes partisans, les communistes sont les mieux organisés avec « la ligne politique la plus convaincante ». Il a rappelé cette transformation soudaine et forcée d’un adolescent rêveur en soldat partisan comme étant déterminée par la logique puisque « la logique de la Résistance était la logique même de notre désir de vie ».
Au printemps 1944, Eva encourage ses fils à entrer dans la Résistance italienne au nom de la « justice naturelle et des vertus familiales ». Utilisant le nom de guerre de « Santiago », Italo rejoint les Brigades Garibaldi, un groupe communiste clandestin et, pendant vingt mois, endure les combats dans les Alpes maritimes jusqu’en 1945 et la Libération. En raison de son refus d’être un conscrit, ses parents ont été retenus en otage par les nazis pendant une longue période à la Villa Meridiana. Calvino a écrit de l’épreuve de sa mère qu’elle est«  un exemple de ténacité et de courage… se comporter avec dignité et fermeté devant les SS et la milice fasciste, et dans sa longue détention en otage, notamment lorsque les chemises noires ont fait trois fois semblant de tirer sur mon père devant ses yeux. Les événements historiques auxquels les mères participent acquièrent la grandeur et l’invincibilité des phénomènes naturels ».

### Turin et période communiste

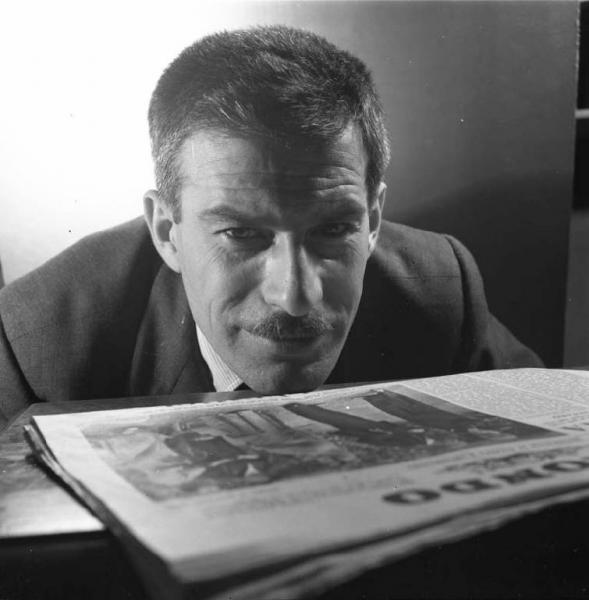
Elio Vittorini en 1949.

Italo Calvino s’installe à Turin en 1945 pour y vivre, après une longue hésitation avec Milan. Sa décision est influencée par la position résolument antifasciste de Turin pendant les années au pouvoir de Mussolini. Il a souvent minimisé avec humour ce choix, décrivant Turin comme une « ville sérieuse mais triste ». De retour à l’université, il abandonne l’agriculture pour la faculté des arts. Un an plus tard, il est initié au monde littéraire par Elio Vittorini, qui publie sa nouvelle Andato al comando (1945) dans Il Politecnico, un hebdomadaire basé à Turin et associé à l’université, fondé par Elio Vittorini, romancier et éminent intellectuel de gauche de l’Italie d’après-guerre, qui y voit un moyen de restaurer la position réduite de l’Italie au sein du courant culturel européen. L’horreur de la guerre ne fournit pas seulement la matière première à ses ambitions littéraires, mais approfondit son engagement pour la cause communiste. Considérant la vie civile comme une continuation de la lutte partisane, il confirme son adhésion au Parti communiste italien. En lisant L'État et la Révolution de Lénine, il plonge dans la vie politique d’après-guerre, s’associant principalement au mouvement ouvrier de Turin. 
En 1947, il obtient son diplôme de maîtrise par un mémoire de littérature anglaise sur Joseph Conrad, écrit des nouvelles pendant ses temps libres et obtient un emploi dans le département publicité de la maison d'édition Einaudi dirigée par Giulio Einaudi. Bien que bref, son passage le met en contact régulier avec Cesare Pavese, Natalia Ginzburg, Norberto Bobbio et de nombreux autres intellectuels et écrivains de gauche. Il quitte Einaudi pour travailler comme journaliste pour le quotidien communiste officiel L'Unità et le nouveau magazine politique communiste Rinascita. Pendant cette période, Cesare Pavese et le poète Alfonso Gatto sont ses plus proches amis et mentors.
En 1947, il publie son premier roman, Le Sentier des nids d'araignée, qui évoque son expérience de résistant, écrit avec des conseils éditoriaux précieux de Pavese. Il remporte le Premio Riccione en 1947. Avec des ventes dépassant 5000 exemplaires, un succès surprise dans l’Italie d’après-guerre, le roman inaugure sa période néoréaliste. Dans un essai clairvoyant, Cesare Pavese qualifie le jeune écrivain d’« écureuil de la plume » dont « l’astuce a été de grimper aux arbres, plus par jeu que par peur, et d’observer la vie des Résistants comme une fable des bois, formidable, bigarrée, "différente" »,. En 1948, il interviewe l’une de ses idoles littéraires, Ernest Hemingway, lorsqu'il se rend avec Natalia Ginzburg dans sa maison de Stresa. 
Le Corbeau vient le dernier parait en 1949, un recueil d’histoires basées sur ses expériences de guerre, toujours dans l'atmosphère néoréaliste. Malgré le succès, Calvino s’inquiète de plus en plus de son incapacité à réaliser un second roman digne de ce nom. Il repart chez Einaudi en 1950, responsable cette fois des œuvres littéraires. Il devient finalement rédacteur-conseil, un poste qui lui permet de perfectionner son talent d’écrivain, de découvrir de nouveaux écrivains et de devenir « un lecteur de textes ». À la fin de 1951, vraisemblablement pour progresser dans le Parti communiste, il passe deux mois en Union soviétique en tant que correspondant pour L’Unità. À Moscou, il apprend la mort de son père le 25 octobre. Les articles et la correspondance qu’il produit à la suite de cette visite sont publiés en 1952, remportant le prix Saint-Vincent du journalisme. 
Sur une période de sept ans, Calvino écrit trois romans réalistes, La Goélette blanche (1947-1949), Jeunesse à Turin (1950-1951) et Le Collier de la reine (1952-1954), mais tous sont jugés mauvais. Seul Jeunesse à Turin a été publié dans la revue Officina en 1957. Ses premiers efforts en tant qu'écrivain de fiction sont marqués par son expérience dans la résistance italienne pendant la Seconde Guerre mondiale ; son succès en tant qu’écrivain d’histoires fantastiques arrive dans les années 1950. Au cours des dix-huit mois qu’il lui faut pour terminer I giovani del Po (Jeunesse à Turin), il fait une importante découverte de lui-même : « J’ai commencé à faire ce qui m’est venu le plus naturellement, c’est-à-dire suivre le souvenir des choses que j’aimais le mieux depuis l’enfance. Au lieu de me faire écrire le livre que je devais écrire, le roman qu’on attendait de moi, j’évoquai le livre que j’aurais voulu lire, le genre d’un écrivain inconnu, d’un autre âge et d’un autre pays, découvert dans un grenier. » Le résultat est Le Vicomte pourfendu (1952), écrit en 30 jours entre juillet et septembre 1951, qui formera, avec Le Baron perché et Le Chevalier inexistant, la célèbre trilogie Nos ancêtres, vision allégorique de la condition humaine moderne. Le protagoniste, un vicomte du XVIIe siècle scindé en deux par un boulet de canon, incarne les doutes politiques croissants de Calvino et les turbulences de la guerre froide . Mêlant habilement les éléments de la fable et le genre fantastique, le roman allégorique le lance comme un « fabuliste » moderne. 

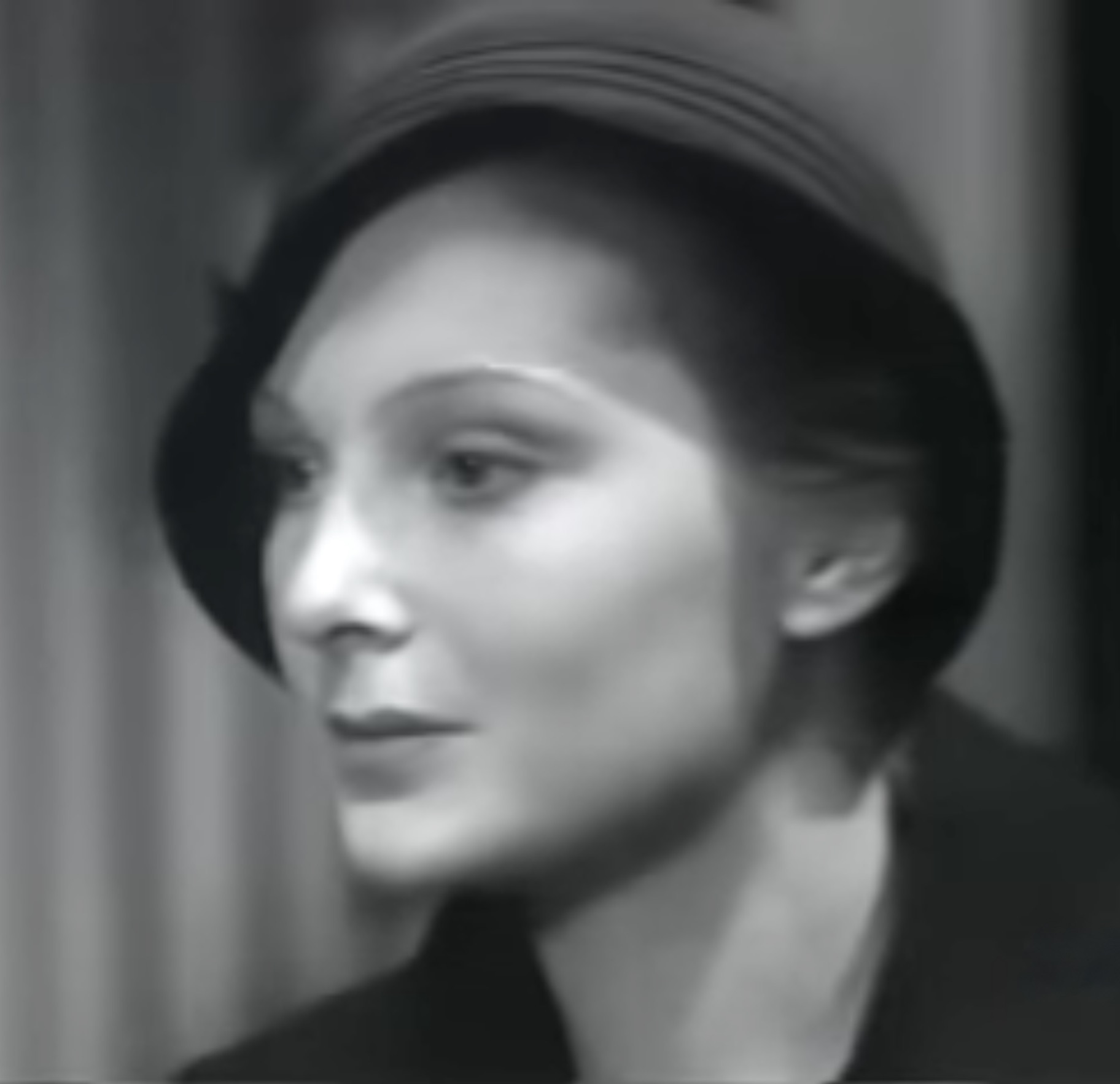
Elsa De Giorgi dans T'amerò sempre (1933).

En 1954, Giulio Einaudi commande ses Contes populaires italiens (1956) sur la base de la question, « Y a-t-il un équivalent italien des frères Grimm? » Pendant deux ans, Calvino rassemble des contes folkloriques trouvés dans des collections du XIXe siècle à travers l’Italie, puis traduit 200 des meilleurs de divers dialectes en italien. Les œuvres clés qu’il lit à cette époque sont Morphologie du conte et Les Racines historiques du conte merveilleux de Vladimir Propp, stimulant ses propres idées sur l’origine, la forme et la fonction de l’histoire.  
En 1952, il écrit avec Giorgio Bassani pour Botteghe Oscure, un magazine nommé d’après le nom populaire du siège du parti à Rome. Il travaille également pour Il Contemporaneo, un hebdomadaire marxiste.  
De 1955 à 1958, il a une liaison avec l’actrice italienne Elsa De Giorgi, une femme mariée et plus âgée. Des extraits des centaines de lettres d’amour que Calvino lui a écrites sont publiés dans le Corriere della Sera en 2004, provoquant une certaine controverse.

### Période post-communiste

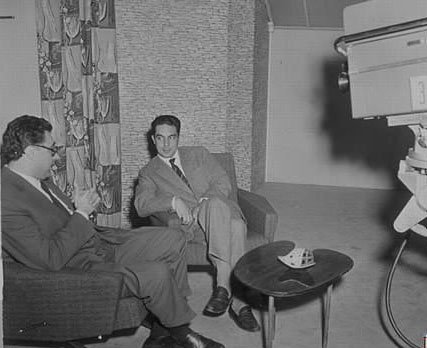
Italo Calvino interviewé par Luigi Silori pour la RAI en 1958.

En 1957, désabusé par l’invasion soviétique de la Hongrie en 1956, Italo Calvino quitte le Parti communiste italien. Dans sa lettre de démission publiée dans L’Unità le 7 août, il explique la raison de sa dissidence (la répression violente du soulèvement hongrois et la révélation des crimes de Joseph Staline) tout en confirmant sa « confiance dans les perspectives démocratiques » du communisme mondial,. Il se retire de la politique et ne rejoindra jamais un autre parti. Ostracisé par le chef du PCI Palmiro Togliatti et ses partisans lors de la publication de La gran bonaccia delle Antille (it), allégorie satirique de l’immobilisme du parti, il commence à écrire Le Baron perché. Achevé en trois mois et publié en 1957, le fantasme repose sur le « problème de l’engagement politique de l’intellectuel à l’heure des illusions brisées ». Il trouve de nouveaux débouchés pour ses écrits périodiques dans les revues Città aperta et Tempo presente, la revue Passato e presente et l’hebdomadaire Italia Domani. En 1959, il devient coéditeur avec Vittorini de Il Menabò (it), une revue culturelle consacrée à la littérature à l’ère industrielle moderne, poste qu’il occupe jusqu’en 1966.
Au début des années 1960, il défend, à travers deux articles, « La mer de l'objectivité » et « Le défi au labyrinthe, sa propre poétique dans un monde, y compris littéraire, de plus en plus complexe et indéchiffrable.
Malgré des restrictions sévères aux États-Unis envers les étrangers ayant des opinions communistes, il est autorisé à s'y rendre ; il y reste six mois de 1959 à 1960 (dont quatre à New York), sur une invitation de la Fondation Ford. Il est particulièrement impressionné par le « Nouveau Monde » : « évidemment, j’en ai fait le tour, j’ai voyagé dans le Sud, et même en Californie, mais je me sentais très new-yorkais : New York est ma ville. » Les lettres qu’il écrit pour Einaudi décrivant cette visite aux États-Unis, sont publiées sous le titre « Journal américain, 1959-1960 » dans Ermite à Paris.
En 1962, il rencontre la traductrice argentine Esther Judith Singer (« Chichita »), qu'il épouse en 1964 à La Havane, lors d’un voyage où il visite son lieu de naissance et est présenté à Ernesto Che Guevara. Le 15 octobre 1967, quelques jours après la mort de Che Guevara, Calvino écrit un hommage qui est publié à Cuba en 1968 et en Italie trente ans plus tard. Lui et sa femme s'installent à Rome via Monte Brianzo où leur fille, Giovanna, nait en 1965. Travaillant une fois de plus pour Einaudi, il commence à publier certains de ses Cosmicomiche dans Il Caffè, un magazine littéraire. Il publie La Journée d'un scrutateur en 1963 .

### Fin de vie

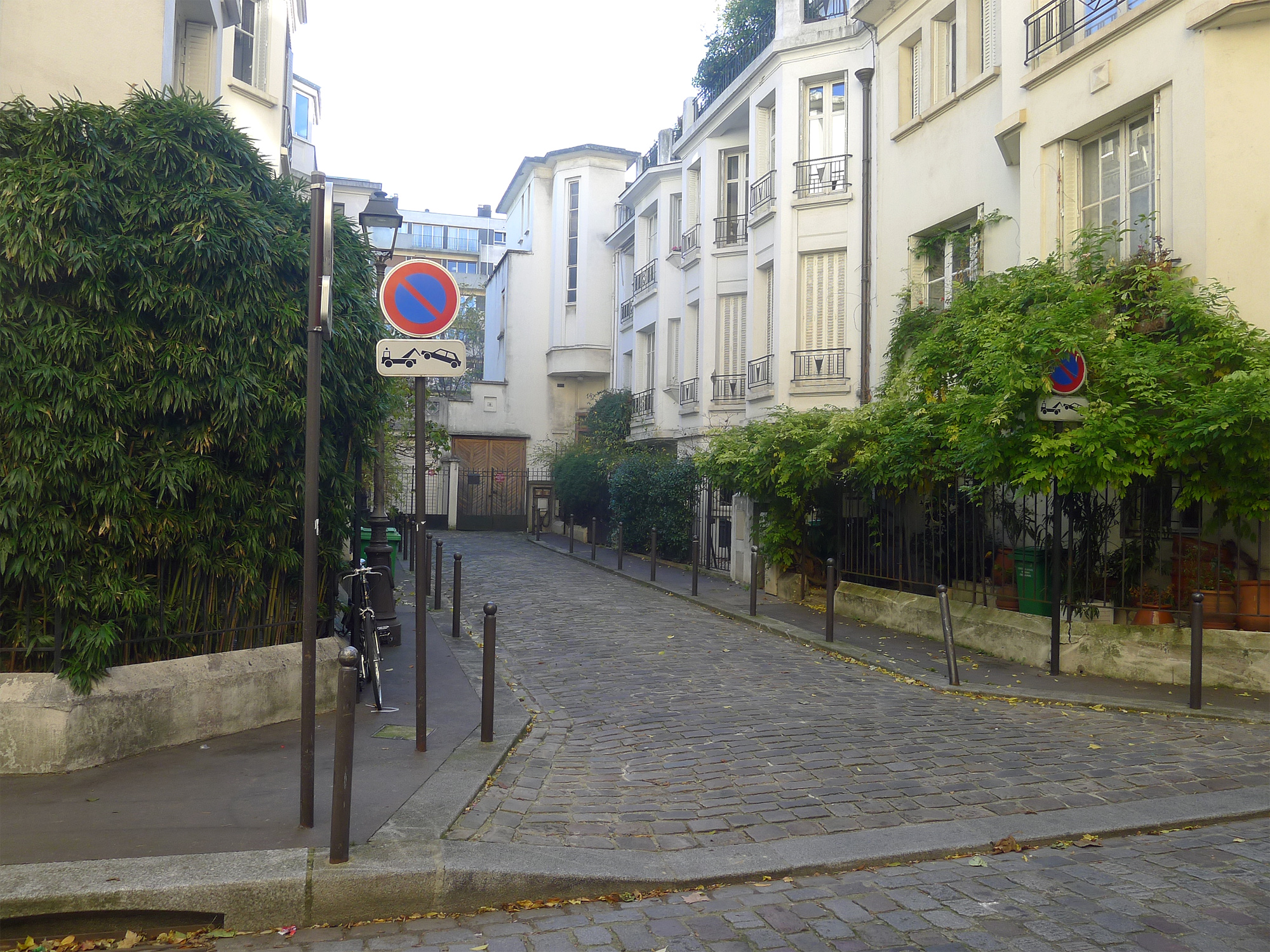
Square de Chatillon, 14e arrondissement de Paris.

La mort de Vittorini en 1966 l'affecte grandement. Il traverse ce qu'il appelle une « dépression intellectuelle », qu'il décrit lui-même comme un passage important de sa vie : « J'ai cessé d'être jeune. C'est peut-être un processus métabolique, quelque chose qui vient avec l'âge, j'étais jeune depuis Longtemps, trop longtemps peut-être, j'ai senti tout à coup qu'il fallait commencer ma vieillesse, oui, ma vieillesse, peut-être avec l'espoir de la prolonger en la commençant tôt. »
Dans l'atmosphère qui va évoluer vers la révolution culturelle de 1968 (le Mai 68 français), lui et sa famille s'installent à Paris en 1967, dans une villa du square de Châtillon. Il a des contacts plus importants avec le monde académique, notamment à la Sorbonne et à l'université d'Urbino. Surnommé « l'ironique amusé », il traduit la même année Les Fleurs bleues de Raymond Queneau qu’il fréquente à Paris et qui l'invite en 1968 à rejoindre l'Oulipo, un groupe d'écrivains expérimentaux où il rencontre Roland Barthes, Georges Perec, Claude Lévi-Strauss, ouvrant sur une période de redécouverte des classiques, parmi lesquels Honoré de Balzac, L'Arioste, Dante, Ignace de Loyola, Cervantes, Shakespeare, Cyrano de Bergerac et Giacomo Leopardi, tout autant que d'intérêt pour les sciences, naturelles et humaines, que l'on retrouve également dans ses récits, même sous forme de contes fantastiques comme Cosmicomics (1965). Il est invité d'honneur de l'Oulipo en 1972, et y est coopté l'année suivante.
La même année, il refuse le prix Viareggio pour Ti con zero au motif qu'il s'agit d'une récompense décernée par des « institutions vidées de sens ». Il accepte cependant le prix Asti et le prix Antonio-Feltrinelli pour ses écrits, respectivement en 1970 et 1972. Dans deux essais autobiographiques publiés en 1962 et 1970, il se décrit comme « athée » et ses opinions comme « non religieuses ».
Le Château des destins croisés (1969), Les Villes invisibles (1972), Si par une nuit d'hiver un voyageur (1979) appartiennent au « système combinatoire des récits et des destins humains », système à l'aide duquel Calvino construisait ses récits. Les figures du tarot constituent par exemple la structure du Château des destins croisés. Ce « systématisme » traduit l'influence de l'Oulipo et le goût de ses membres pour toutes les formes d'écriture à contraintes.
Entre 1972 et 1973, il publie deux nouvelles, Le Nom, le Nez et L'incendie de l'abominable maison, inspirée de l'Oulipo, dans l'édition italienne de Playboy. Il devient également un collaborateur régulier du journal italien Corriere della Sera. Durant cette période, il passe ses vacances d'été dans une maison construite dans la pinède de Roccamare, à Castiglione della Pescaia,  en Toscane.
En 1975, il est nommé membre honoraire de l'American Academy in Rome. Récipiendaire du prix de l'État autrichien pour la littérature européenne en 1976, il se rend au Mexique, au Japon et aux États-Unis, où il donne une série de conférences dans plusieurs villes américaines. Après la mort de sa mère en 1978, à l'âge de 92 ans, il vend la Villa Meridiana, la maison familiale de San Remo. Deux ans plus tard, il s'installe à Rome sur la Piazza Campo Marzio, près du Panthéon, et commence à éditer l'œuvre de Tommaso Landolfi pour Rizzoli. Récompensé de la Légion d'honneur en 1981, il accepte également le rôle de président du jury de la Mostra de Venise 1981.
En 1978 et 1984, il écrit les livrets de deux « actions musicales » de Luciano Berio : La Vera Storia et Un re in ascolto. Le premier est constitué de deux actes dans lequel les paroles sont identiques ; le second est une variation autour de La Tempête (Shakespeare).
Au cours de l'été 1985, il prépare une série de textes sur la littérature pour les conférences Charles Eliot Norton, qui devaient être prononcées à l'université Harvard à l'automne. Le 6 septembre, il est admis à l'hôpital Santa Maria della Scala de Sienne (aujourd'hui musée) où il décède dans la nuit du 18 au 19 septembre d'une hémorragie intracérébrale. Les textes qu'il préparait sont publiés à titre posthume en italien en 1988 et en anglais sous le titre Six Memos for the Next Millennium en 1993.

## L'esthétique de Calvino
« Dans l’art de Calvino et dans ce qui transparaît de l’homme en ce qu’il écrit, il y a – employons le mot ancien, c’est un mot du XVIIIe siècle – une sensibilité. On pourrait dire aussi une humanité, je dirais presque une bonté, si le mot n’était pas trop lourd à porter : c’est-à-dire qu’il y a, à tout instant, dans les notations, une ironie qui n’est jamais blessante, jamais agressive, une distance, un sourire, une sympathie. »

— Roland Barthes
[réf. nécessaire]

### L'expérience néoréaliste
Le néoréalisme fut, davantage qu'une école, une façon de ressentir les choses partagées par les jeunes écrivains de l'après-guerre, qui se sentaient dépositaires d'une réalité sociale nouvelle.
Calvino, faisant référence à son récit de la résistance en Italie, déclare qu'après la guerre il avait tenté – sans obtenir de résultat probant – de raconter, à la première personne, son expérience de résistant. C'est seulement après qu'il a adopté un point de vue extérieur, et donc un certain détachement, que son travail lui a donné entière satisfaction. C'est ainsi qu'il conçut Le Sentier des nids d'araignées. En adoptant le point de vue de Pin, le jeune narrateur, il confère un caractère fabuleux ou fantastique au récit. Par ce moyen détourné, l'écrivain parvient à parer la réalité des attributs du rêve sans pour autant lui faire perdre sa réalité.
Ainsi Calvino amorce-t-il un procédé qui lui deviendra propre : alléger la narration afin de rendre l'œuvre – selon le niveau d'interprétation adopté – accessible à tous, y compris aux lecteurs non avertis. Ce choix, motivé au départ par des raisons idéologiques faciles à comprendre, permettra par la suite à Calvino de multiplier les niveaux de lecture de ses œuvres. Ainsi Le Corbeau vient le dernier, est-il un récit, construit à partir du point de vue d'un enfant, écrit dans un style néo-réaliste mais qui appartient tout autant au registre fabuleux.

### La période fantastique
Calvino a toujours été attiré par la littérature populaire, l'univers de la fable, en particulier. Dans Le Vicomte pourfendu, premier volume de la trilogie Nos ancêtres, la narration se fait à deux niveaux : récit fabuleux, mais aussi allégorique et symbolique. Calvino reprend ainsi le genre du conte philosophique (avec les oppositions entre réalité et illusion, idéologie et éthique, etc.) mais avec une morale qui est une invitation à la nuance, puisqu'il apparaît que la vérité absolue est une chimère.
Les deux autres romans de cette trilogie obéissent au même principe de fonctionnement. Le héros du Baron perché est un alter ego de Calvino, désormais débarrassé de ses anciennes conceptions et qui ne voit plus la littérature comme porteuse d'un message politique. Le dernier tome, Le Chevalier inexistant, est plus sombre.
Parallèlement à ces contes, Calvino continue à traiter dans ses œuvres de la réalité quotidienne, comme Marcovaldo. Si la première partie (1958) peut encore se rapporter à la manière de la fable, la seconde (1963) aborde des thèmes urbains sur un ton satirique. La même année paraît La Journée d'un scrutateur dans lequel il raconte la journée électorale d’un militant communiste, scrutateur pendant les élections italiennes dans un bureau de vote dans l'asile Piccola Casa della Divina Provvidenza ; l'homme est profondément troublé par son contact imprévu avec un monde irrationnel.

## Visualisations interactives de l’œuvre complète
Le projet « Atlante Calvino, letteratura e visualizzazione », soutenu par le Fonds national suisse, propose quatre visualisations interactives de l’œuvre complète du romancier. Francesca Serra, professeure au Département des langues et littératures romanes de la Faculté des lettres de l'Université de Genève est à l'origine de ce projet, qui propose de « rendre littéralement visible l'œuvre d'Italo Calvino à travers des infographies interactives ». Elle explique que la première visualisation est « un tableau de tous ses écrits organisés par décennie. La deuxième présente l’intégralité de ses récits et leur histoire éditoriale. La troisième montre un nuage de points répertoriant les milliers de personnes qu’il cite. La dernière, enfin, trace une ligne du temps montrant les dates d’écriture et celles de publication ».

## Œuvres

### Fictions et essais
- Le Sentier des nids d'araignées (Il Sentiero dei nidi di ragno, 1947)
- Le Corbeau vient le dernier (Ultimo viene il corvo, 1949)
- Le Vicomte pourfendu (Il visconte dimezzato, 1952) -  (ISBN 2-253-02985-8)
- Un général dans la bibliothèque (Il generale in biblioteca, 1953) (paru dans l’Unità du 30 octobre 1953)
- Contes italiens (Fiabe italiane, 1956)
- Le Baron perché (Il barone rampante, 1957) -  (ISBN 2-02-055147-0)
- Le Chevalier inexistant (Il cavaliere inesistente, 1959) -  (ISBN 2-02-049046-3)
- Marcovaldo ou Les saisons en ville (Marcovaldo ovvero le Stagioni in città, 1963)
- La Journée d'un scrutateur (La giornata di uno scrutatore, 1963), prix Veillon
- La Spéculation immobilière (La speculazione edilizia, 1963)
- Aventures (Gli amori difficili, 1964)
- Cosmicomics (Le cosmicomiche, 1965)
- Temps zéro (Ti con zero, 1968)
- Le Château des destins croisés (Il castello dei destini incrociati, 1969)
- Les Villes invisibles (Le città invisibili, 1972)
- Si par une nuit d'hiver un voyageur (Se una notte d'inverno un viaggiatore, 1979) -  (ISBN 2-02-025157-4)
- La Machine littérature, 1984 (trad. partielle de Una pietra sopra (it), traduction intégrale, avec l’annexe publiée à part dans La Republica le 15 avril 1980, dans Défis aux labyrinthes I (Calvino 2003a, p. 17-357) et dans Tourner la page (Calvino 2021))
- Monsieur Palomar (Palomar, 1983)  (ISBN 978-2072787263)
- Collection de sable (Collezione di sabbia, 1984)
- Leçons américaines : six propositions pour le prochain millénaire (Lezioni americane. Sei proposte per il prossimo millennio, 1988)
- Sous le soleil jaguar (Sotto il sole giaguaro, 1988)
- La route de San Giovanni (La strada di san Giovanni, 1990)
- Forêt-Racine Labyrinthe (Seghers) illustré par Bruno Mallart (1991)
- Pourquoi lire les classiques (Perché leggere i classici, 1991) -  (ISBN 2-02-025910-9)
- La grande bonace des Antilles : nouvelles (Prima che tu dica « Pronto », 1993)
- Ermite à Paris (Eremita a Parigi, 1994)
- Romans (huit romans, édition d'Yves Hersant), Gallimard, Bibliothèque de la Pléiade, 2024, 1272 p.

### Autres textes d'Italo Calvino
- Liguries  (trad. Martin Rueff), Caen, Nous, 2023, 168 p. (ISBN 978-2370841261)
- Roland furieux d'Arioste : texte choisi, présenté et raconté par Italo Calvino et traduit de l'italien par Nino Frank, Gallimard, 2015
- Défis aux labyrinthes : textes et lectures critiques. Le tome 1 contient textes critiques (1995-1978) et Collection de sable, édition relue et préfacée par Mario Fusco, Éditions du Seuil, 2003. - (Collection Bibliothèque Calvino).
- Défis aux labyrinthes : textes et lectures critiques. Le tome 2 contient Leçons américaines, Les classiques, Sur les contes, Lire, écrire, traduire, Chroniques italiennes, édition relue et préfacée par Mario Fusco, Éditions du Seuil, 2003. - (Collection Bibliothèque Calvino).
- Adami pour la revue Derrière le miroir, n° 239, chez Aimé Maeght, 1980. Sur le peintre italien Valerio Adami.
- Steinberg pour la revue Derrière le miroir, n° 224, chez Aimé Maeght, 1977. Sur le dessinateur américain Saul Steinberg.
- Tarots : Le jeu de cartes Visconti de Bergame et New York (Les Signes de l'homme), texte d'Italo Calvino, Franco Maria Ricci editore, 1974.

### Correspondance
- Le Métier d'écrire, correspondance 1940-1985  (trad. Christophe Mileschi et Martin Rueff), Gallimard, 2023, 792 p. (ISBN 978-2-07-014006-0)[55]

### Filmographie (scénariste)
- 1962 : Les Amours difficiles (L'Amore difficile) (coréalisation), récit du segment L'Aventure d'un soldat (L'avventura di un soldato) de Nino Manfredi.
- 1962 : Boccace 70 (Boccaccio '70) (coréalisation), récit du segment Renzo et Luciana (Renzo e Luciana) de Mario Monicelli.
- 1964 : Ti-Koyo et son requin (Ti-Koyo e il suo pescecane) de Folco Quilici, récit.
- 1969 : Le Chevalier inexistant (Il cavaliere inesistente) de Pino Zac, scénario d'après sa nouvelle.
- 1983 : Amores dificiles d'Ana Luisa Liguori, récit.

### Livrets d'opéra
- 1978: La vera storia, Luciano Berio
- 1984 : Un re in ascolto, Luciano Berio

## Postérité
La  Scuola Italiana Italo Calvino, une école d'enseignement italien située à Moscou, en Russie, porte son nom. Un cratère sur Mercure et un astéroïde de la ceinture principale, 22370 Italocalvino, portent également son nom. The Salt Hill Journal et l'université de Louisville décernent chaque année le prix Italo Calvino « pour une œuvre de fiction écrite dans le style expérimental fabuliste d'Italo Calvino ».
Kai Nieminen (né en 1953) a écrit un concerto pour flûte (2001) basé sur l'histoire de Palomar. Le texte est dédié à Patrick Gallois .
Selon Roland Barthes, le talent et le charme de Italo Calvino tiennent à la présence dans son œuvre romanesque de plusieurs éléments.
Barthes souligne que Calvino maîtrise la narration en véritable « penseur ou praticien du récit ».  Il note que son imagination s’appuie toujours sur « le développement d’une mécanique ». Calvino imagine une situation de départ parfaitement irréaliste dont les effets s’enchaînent avec une logique, une « mathématique »  sans faille. En outre, à la manière du roman picaresque, il enchâsse les histoires les unes dans les autres et tisse ainsi un réseau dans lequel les faits ne relèvent pas d’un enchaînement narratif ordonné, mais se coordonnent les uns aux autres.
Un autre de ses charmes est son habileté à habiller l’irréalité de la situation de détails parfaitement réalistes, tant dans la peinture d’une époque que des décors où évoluent les personnages.
Enfin, son œuvre témoigne d’une extrême sensibilité, de « raffinements de sentiment » dignes de l’univers proustien, d’une sympathie, d’un regard souriant sur ses personnages, d’une ironie jamais blessante .

### Films sur Calvino
Lo specchio di Calvino de Damian Pettigrew, coproduit en 2012 par Arte, le Ministère de la Culture (Italie) et l'Office national du film du Canada, est un long docufiction mettant en vedette Neri Marcorè dans le rôle de l'écrivain italien aux côtés du critique littéraire Pietro Citati. Le film utilise également des entretiens approfondis réalisés à la résidence de Calvino à Rome un an avant sa mort en 1985, et des images rares de la RAI, de l'INA et des archives de la télévision de la BBC. La version française de 52 minutes intitulée Dans la peau d'Italo Calvino, a été diffusé par Arte France le 19 décembre 2012 et Sky Arte (Italie) le 14 octobre 2013.

## Filmographie
- Italo Calvino d'Edgardo Cozarinsky, no 46 de la collection Un siècle d’écrivains (diffusé le 15 novembre 1995).
- Damian Pettigrew, Dans la peau d'Italo Calvino (2012, 52 min), docu-fiction pour Arte France en coproduction avec l'Office national du film du Canada et le Ministero per i Beni e le Attività Culturali à Rome, avec Neri Marcorè dans le rôle-titre (résumé en ligne).

## Annexes

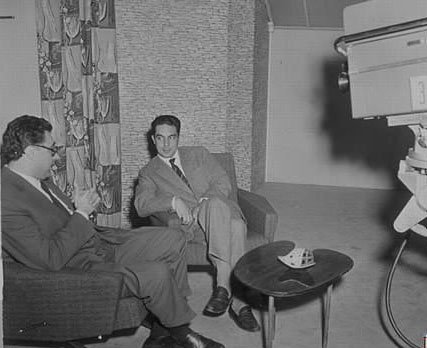
Italo Calvino lors d'une entrevue à la télévision italienne dans l'émission littéraire Uomini e Libri, en 1958.